# 大江巳之助
大江 巳之助（おおえ みのすけ）は、阿波国（現在の徳島県）の文楽の人形師。4代目没以降、空き名跡。

## 歴代

### 初代
本名は大江 美之助。1817年生まれ。
若い頃は魚屋に従事し鬼瓦師または玩具職人から人形師なったといわれる。

### 二代目
本名は大江 栄吉。
人形師よりも大道具小道具の製作に尽力した。1928年8月に没す。

### 三代目
本名は大江 栄松。1955年1月に没す。

### 四代目
- 大江巳之助 (4代目)の項目参照。

本名は大江 武雄。（1907年（明治40年）5月4日 - 1997年（平成9年）1月24日）。